# タカラヅカ絢爛 -灼熱のカリビアン・ナイト-
ラテン・ファンタジー『タカラヅカ絢爛-灼熱のカリビアン・ナイト-』（タカラヅカけんらん しゃくねつのカリビアン・ナイト）は、宝塚歌劇団星組によって上演されたミュージカル舞台作品。24場。宝塚グランド・ロマン『1914/愛』も同じく上演された。
2004年2月20日から3月28日に宝塚大劇場、同年5月7日から6月6日に東京宝塚劇場で上演された。作・演出は草野旦。
同年6月から8月に月組が『タカラヅカ絢爛II』として続演した。

## スタッフ
宝塚大劇場公演のデータ
- 作・演出：草野旦[1]
- 音楽[2]：高橋城、鞍富真一、青木朝子
- 音楽指揮：御﨑惠[2]
- 振付[2]：サンティアゴ・アルフォンソ、羽山紀代美、麻咲梨乃、若央りさ
- 装置：大橋泰弘[2]
- 衣装：任田幾英[2]
- 照明：佐渡孝治[3]
- 音響：加門清邦[3]
- 小道具：石橋清利[3]
- 効果：木多美生[3]
- 演出助手：稲葉太地[3]
- 舞台進行[3]：田中秀和、香取克英、日笠山秀観
- 制作[3]：村上信夫
- 振付補：アルフレド・モレー[3]
- 振付家招聘協力：株式会社ラティーナ[3]